# Olios luctuosus
Olios luctuosus är en spindelart som beskrevs av Banks 1898. Olios luctuosus ingår i släktet Olios och familjen jättekrabbspindlar. Inga underarter finns listade i Catalogue of Life.